# Ibitirama
Ibitirama là một đô thị thuộc bang Espírito Santo, Brasil. Đô thị này có diện tích 326,5 km², dân số năm 2007 là 8855 người, mật độ 26,88 người/km².